# Jacques Fontanille
Jacques Fontanille, nacido en 1948 en Francia, es profesor de la Universidad de Limoges y titular de la Cátedra de Semiótica en el Instituto Universitario de Francia.

## Su trabajo en la semiótica
Ha publicado numerosos artículos y libros en el campo de la teoría semiótica, la semiótica literaria y la semiótica visual, entre otras cosas. Ha escrito una Semiótica de las Pasiones (con Greimas), una semiótica tensiva (con Zilberberg) y la vinculación de la totalidad de sus proposiciones teóricas, una Semiótica del Discurso.

## DOU